# Open d'Orleans 2009
L'Open d'Orléans 2009 è stato un torneo professionistico di tennis maschile giocato sul cemento indoor, che faceva parte dell'ATP Challenger Tour 2009. Si è giocato ad Orléans in Francia dal 19 al 25 ottobre 2009.

## Partecipanti

### Teste di serie
| Nazionalità | Giocatore       | Ranking* | Testa di serie |
| ----------- | --------------- | -------- | -------------- |
| Francia     | Jérémy Chardy   | 34       | 1              |
| Portogallo  | Frederico Gil   | 77       | 2              |
| Francia     | Josselin Ouanna | 110      | 3              |
| Germania    | Daniel Brands   | 119      | 4              |
| Francia     | Michaël Llodra  | 129      | 5              |
| Sudafrica   | Kevin Anderson  | 130      | 6              |
| Australia   | Carsten Ball    | 134      | 7              |
| Belgio      | Xavier Malisse  | 139      | 8              |

- Ranking al 12 ottobre 2009.

### Altri partecipanti
Giocatori che hanno ricevuto una wild card:
- Jérémy Chardy
- Nicolas Mahut
- Olivier Patience
- Alex Bogdanović (Special Exempt)
- Dieter Kindlmann (Special Exempt)

Giocatori passati dalle qualificazioni:
- Rabie Chaki
- Stefano Galvani
- Jérôme Haehnel
- Matwé Middelkoop
- Vincent Millot (Lucky Loser)

## Campioni

### Singolare
Xavier Malisse ha battuto in finale  Stéphane Robert con il punteggio di 6–1, 6–2.

### Doppio
Colin Fleming /  Ken Skupski hanno battuto in finale  Sébastien Grosjean /  Olivier Patience con il punteggio di 6–1, 6–1.